# Ertsosjön
Ertsosjön (georgiska: ერწოს ტბა), eller bara Ertso (ერწო), är en sjö i Georgien. Den ligger i den norra delen av landet, i regionen Inre Kartlien. Tba Ertso ligger 1 714 meter över havet. Arean är 0,27 kvadratkilometer.